# Secure Internet Payment Services
 (novembre 2013).
Sips (Secure Internet Payment Services[source insuffisante], voire Secure Internet Payment System[source insuffisante]) est un service de paiement à distance de la société Worldline, qui a remporté en 2007 le prix Sesame Award pour ce service utilisé en Europe.

## Fonctionnalités
Ce système de paiement peut s'intégrer quel que soit le canal de vente à distance : Internet, Internet mobile, Serveur vocal interactif, télévision numérique, centre d'appel, etc.
Son principe est de concentrer en une caisse virtuelle unique une fonction de paiement sécurisée, un outil de gestion des transactions et de suivi de leur envoi en banque et permet d’obtenir des relevés détaillés de l’activité. 
L’utilisation de Sips permet au commerçant d’accepter des moyens de paiement internationaux ainsi que locaux. Les commerçants peuvent donc exercer leurs activités dans l’ensemble de l’Union européenne avec une seule solution de paiement.

### Le paiement sur Internet
Avec l’Interface de programmation Server, le commerçant peut choisir de gérer lui-même cette étape de capture des informations et de les confier en communiquant avec Sips de serveur à serveur. Cela permet au commerçant de conserver la maîtrise de l'ensemble du processus, paiement compris, sans que l’internaute ne quitte son site
.

### Fonctionnalités de gestion de caisse
Le commerçant peut indifféremment utiliser un extranet sécurisé (Office Client) ou communiquer de serveur à serveur (en utilisant Office Server) pour effectuer ses opérations de caisse. Il peut par exemple rembourser des transactions, valider leur envoi en banque ou les annuler (de manière totale ou partielle).

### Paiement par abonnement
Sips propose également aux e-commerçant des fonctionnalités leur permettant de procéder à du paiement récurrent (paiement par abonnement, paiement en plusieurs fois) de manière totalement sécurisée.
Le paiement différé (paiement à l’expédition), le paiement d’acompte et de solde ainsi que le paiement sans nouvelle saisie de coordonnées cartes par le client sont des facilités également proposées.

## Sécurité
Le commerçant peut accepter des paiements et effectuer toutes ses opérations de caisse sans connaître les données du moyen de paiement de son client (numéro de carte, de compte, de porte-monnaie virtuel, etc.). Toute recherche ou opération est réalisée par le commerçant via un alias.
SIPS est également une solution de paiement certifiée PCI/DSS en France, le programme de sécurisation des données mis en œuvre par les réseaux internationaux (Visa, Mastercard, American Express). PCI/DSS impose le respect de règles strictes dans toute la chaîne de traitement : réseau, données cartes, contrôle des données, traçabilité des accès aux données, politique de sécurité
.